# 인도천산갑
인도천산갑(Manis crassicaudata)은 유린목에 속하는 포유류의 일종이다. 인도천산갑은 인도·스리랑카의 삼림에서 서식한다. 귓바퀴는 아주 작고 몸길이는 1.1m 정도이다. 나무에도 오르지만 대부분 땅에서 생활한다. 천적은 아시아사자, 호랑이, 표범, 승냥이, 늪악어 다.